# Home Sweet Hell
Home Sweet Hell è un film del 2015 diretto da Anthony Burns.
Si tratta di una commedia nera di produzione statunitense, nota anche con il titolo North of Hell, che vede tra i protagonisti Patrick Wilson, Katherine Heigl e Jordana Brewster.

## Trama
Don Champagne gestisce un'azienda di mobili di successo, ed ha una famiglia apparentemente perfetta, composta da lui, i "deliziosi" figli Allison e Andrew, e sua moglie Mona, donna in realtà molto dispotica, bipolare e affetta da disturbo ossessivo-compulsivo. Ella controlla infatti ogni aspetto della vita dei suoi bambini, che pretende siano sempre i migliori, a scuola e nelle attività sportive, e di suo marito, che però non si ribella o crolla soltanto perché desidera mantenere la famiglia unita.
Un giorno una giovane donna molto attraente di nome Dusty fa domanda per un lavoro di commessa nel negozio di Don. Dopo essersi consultato con il suo partner Les, uomo infantile e maniaco che vuole avere la ragazza lì in negozio solo per avere qualcosa di bello da guardare, Don assume Dusty.
Don in più è frustrato a causa della sua scarsa vita sessuale con sua moglie e, spinto da ciò e dall'attrazione che Dusty inizia subito a nutrire verso di lui, ricambiata, inizia una relazione con lei, costituita appunto principalmente da sesso.
Dopo qualche settimana di passione, Dusty si presenta alla festa di compleanno di Don e del figlio di Mona, Andrew, dicendo all'uomo di essersi scoperta incinta di lui e di voler tenere il bambino. Don è disperato e si reca nuovamente da Les, che gli consiglia di pagare Dusty affinché ella esca dalla sua vita e non riveli a nessuno della relazione.
Tuttavia presto si scopre che Dusty è la maltrattata e non rispettata fidanzata del leader di una banda di motociclisti criminali, di nome Murphy, e che la ragazza sta mentendo a Don sulla sua gravidanza. L'uomo le offre, su consiglio di Les, 13.000 $ per il suo silenzio, cosa che lei rifiuta, dicendo a Don che non vuole essere trattata come una prostituta.
Don in più non è sicuro se Dusty, presi i soldi, non parlerà della loro relazione, e Les gli consiglia di dire a Mona la verità prima che ella la scopra da Dusty.
Così l'uomo confessa tutto a Mona, e lei gli chiede pacatamente, ma poi presa dalla follia, di uccidere Dusty, e aggiunge anche che, se si rifiuterà, lei stessa ammazzerà lui.
Intanto Murphy non è soddisfatto dei 13.000 $, e impone a Dusty di chiederne più di 25.000: Don finge di essere d'accordo, ma in realtà lui e la moglie si stanno già preparando ad avvelenare la ragazza; così, quando Dusty si presenta la notte in ufficio per i soldi, e ingoia la bevanda avvelenata, perde i sensi, e Don e Mona la sistemano in macchina e la riportano a casa.
Una volta arrivati a casa, però, Dusty si sveglia, così Mona finisce per ucciderla brutalmente colpendola in testa con un martello: poi fa a pezzi il corpo della ragazza, lo seppellisce in giardino e rivela a Don che Dusty non era nemmeno incinta.
Con gli amici Freeman e Benji, Murphy scopre che Dusty è scomparsa, sospetta che qualcosa sia andato storto, e quindi, assieme alla sua gang, minaccia Don lasciando una lettera a suo figlio, in cui chiede un incontro in uno strip club. Don incontra Murphy e la sua banda e li convince che Dusty è andato a Dallas. Murphy dice a Don di avere i suoi soldi, ma minaccia di violentare suo figlio Andrew, a cui aveva spedito il bigliettino, se l'uomo non gli consegnerà 20.000 $ entro il giorno successivo.
Don e Mona dissotterrano il cadavere di Dusty e vanno nel luogo in cui vive la banda. Mentre Mona cerca di nascondere parti del corpo nel congelatore, Freeman torna a casa con la sua ragazza, così la donna accoltella e uccide entrambi, per poi chiamare la polizia per denunciare alcuni disturbi a casa propria.
Sul punto di morire dissanguato, Freeman riesce ancora a chiamare Murphy e a dirgli cos'è successo: quindi Murphy e Benji arrivano e trovano Freeman e la fidanzata morti. Murphy scopre anche diverse parti di Dusty poste nel congelatore e si rende conto di essere stato incastrato. Infatti presto la polizia arriva e trova Murphy e Benji sulla scena del crimine. La polizia spara a Benji, mentre Murphy scappa. La polizia subito stabilisce che Murphy e Benji sono responsabili dei 2 omicidi.
Mentre sono soli, Don chiede a Mona perché ella sia così a sangue freddo e se ciò è dovuto alla sua educazione: Mona allora minaccia di ucciderlo se mai le porrà di nuovo quella domanda.
Il giorno successivo, Don trova il cane del vicino morto nel congelatore, durante una festa a casa loro, mentre Mona si mostra molto antipatica con gli ospiti. Terrorizzato, Don mette in scena un incidente, e infine uccide Mona. Dopo la morte della moglie, Don e i suoi figli si trasferiscono in una nuova casa e vengono visti nel vialetto salire su una nuova macchina e allontanarsi.
Il film si conclude con Murphy che li insegue in macchina. Mentre lo schermo già si è scurito, si sentono 2 spari, seguiti da un rumore di clacson e urla di bambini, tutte cose che indicano che Murphy alla fine ha ammazzato Don.

## Produzione

### Cast
Il 26 marzo 2013, è stato annunciato la partecipazione, come protagonisti, di Katherine Heigl e Patrick Wilson nella black comedy, prodotta dalla Darko Entertainment, intitolata inizialmente North of Hell.
Il 3 maggio 2013, la Deadline ha annunciato che anche Jordana Brewster era entrata a far parte del cast.
Il film è interpretato anche, nel ruolo di Murphy, da Kevin McKidd, con cui la Heigl aveva già lavorato in Grey's Anatomy; egli, sul suo account Twitter, ha annunciato "Devo dire che il cast e la troupe di North of Hell sono davvero fantastici! Attenzione, non sembro me stesso in questo film, in un modo cattivo/buono".

### Riprese
Le riprese del film si sono svolte tra maggio e giugno 2013 a New Orleans, nella Louisiana.

## Promozione
Il 30 settembre 2014 è uscito il primo trailer, che ha rivelato la trama ed il nuovo titolo del film, Home Sweet Hell appunto.

## Distribuzione
Il film è stato distribuito sulle piattaforme online dal 3 febbraio 2015, mentre il debutto nelle sale statunitensi è avvenuto il 13 marzo successivo. In Italia il film è uscito in DVD il 27 maggio dello stesso anno.

## Accoglienza
Rivelandosi un completo flop, sul sito web Rotten Tomatoes, il film riceve soltanto il 5% delle recensioni professionali positive, con un voto medio di 3,1 su 10, basato su 21 recensioni. Il consenso della critica del sito web ha scritto: "Home Sweet Hell scambia la misoginia per arguzia sovversiva, mirando alla commedia nera ma finendo solo con un estenuante test di resistenza dello spettatore che spreca gli sforzi del gioco dai suoi simpatici protagonisti".
Su Metacritic, il film ottiene un punteggio medio di 22 su 100, basato su 12 critiche, indicando "recensioni generalmente sfavorevoli".

## Riconoscimenti
- 2016 - Razzie Awards[9]
  - Candidatura per la peggior attrice protagonista a Katherine Heigl